# Dicranomyia
Genre
Sous-genres de rang inférieur
- voir paragraphe #Sous-genres

Espèces de rang inférieur
- Limnobia modesta Meigen 1818 espèce-type

Synonymes
- Dohrnia Bigot, 1854

(nec Newman, 1851).
Dicranomyia est un genre de mouches grues de la famille des Limoniidae. Les larves sont principalement aquatiques ou semi-aquatiques, avec une exception trouvée dans une seule espèce des îles hawaïennes qui a une larve mineuse de feuilles.

## Sous-genres
- Alexandriaria Garrett, 1922
- Caenoglochina Alexander, 1964
- Caenolimonia Alexander, 1967
- Cygnomyia Theischinger, 1994
- Dicranomyia Stephens, 1829
- Doaneomyia Alexander, 1921
- Erostrata Savchenko, 1976
- Euglochina Alexander, 1921
- Glochina Meigen, 1830
- Hesperolimonia Alexander, 1966
- Idioglochina Alexander, 1921
- Idiopyga Savchenko, 1987
- Melanolimonia Alexander, 1965
- Nealexandriaria Alexander, 1967
- Neoglochina Alexander, 1967
- Neolimnobia Alexander, 1928
- Nesciomyia Theischinger, 1994
- Numantia Bigot, 1854
- Pandamyia Theischinger, 1994
- Peripheroptera Schiner, 1868
- Pseudoglochina Alexander, 1921
- Sivalimnobia Alexander, 1963
- Zalusa Enderlein, 1906
- Zelandoglochina Alexander, 1924

## Espèces par sous-genres
- Sous-genre Alexandriaria Garrett, 1922
  - D. phalangioides (Alexander, 1943)
  - D. suffusca (Garrett, 1922)
  - D. whartoni Needham, 1908
- Sous-genre Caenoglochina Alexander, 1964
  - D. acuminata Alexander, 1921
  - D. apicata Alexander, 1914
  - D. basistylata (Alexander, 1928)
  - D. capitonius (Alexander, 1945)
  - D. egae Alexander, 1921
  - D. fieldi (Alexander, 1967)
  - D. hoffmani (Alexander, 1927)
  - D. lotax (Alexander, 1971)
  - D. myctera (Alexander, 1967)
  - D. napoensis Alexander, 1921
  - D. paniculata (Byers, 1981)
  - D. paucilobata (Alexander, 1940)
  - D. pugnax (Alexander, 1946)
  - D. rapax Alexander, 1921
  - D. rogersiana Alexander, 1926
  - D. scaenalis (Alexander, 1951)
  - D. sica (Alexander, 1941)
  - D. singularis (Alexander, 1944)
  - D. somnifica (Alexander, 1943)
  - D. subacuminata (Alexander, 1967)
  - D. vorax (Alexander, 1941)
  - D. wirthiana (Alexander, 1970)
- Sous-genre Caenolimonia Alexander, 1967
  - D. amaryllis (Alexander, 1944)
  - D. angustiviria (Alexander, 1979)
  - D. brachycantha (Alexander, 1945)
  - D. combostena (Alexander, 1967)
  - D. contradistincta (Alexander, 1936)
  - D. curvispinosa (Alexander, 1979)
  - D. distantia (Alexander, 1971)
  - D. galbipes (Alexander, 1967)
  - D. interstitialis (Alexander, 1940)
  - D. meconeura (Alexander, 1962)
  - D. melaxantha (Alexander, 1934)
  - D. meridensis (Alexander, 1940)
  - D. neorepanda (Alexander, 1964)
  - D. orthogonia (Alexander, 1945)
  - D. osterhouti (Alexander, 1912)
  - D. paprzyckii (Alexander, 1941)
  - D. translucida (Alexander, 1912)
  - D. xanthomela (Alexander, 1962)
- Sous-genre Cygnomyia Theischinger, 1994
  - D. youngoloy (Theischinger, 1994)

- Sous-genre Dicranomyia Stephens, 1829
  - D. aberdareica (Alexander, 1956)
  - D. abigor (Alexander, 1967)
  - D. abjuncta Alexander, 1927
  - D. absens Brunetti, 1912
  - D. acanthophallus Alexander, 1924
  - D. acerba (Alexander, 1943)
  - D. acinomeca (Alexander, 1968)
  - D. acuproducta (Alexander, 1962)
  - D. adirondacensis Alexander, 1922
  - D. aegrotans Edwards, 1923
  - D. aequispina Alexander, 1928
  - D. affabilis (Alexander, 1952)
  - D. affinis (Schummel, 1829)
  - D. agape (Alexander, 1948)
  - D. alascaensis Alexander, 1919
  - D. albipennis (Macquart, 1838)
  - D. albistigma Alexander, 1928
  - D. albitarsis Alexander, 1915
  - D. alboapicalis (Alexander, 1929)
  - D. alfaroi Alexander, 1922
  - D. alta de Meijere, 1913
  - D. altandina (Alexander, 1957)
  - D. ambigua (Alexander, 1929)
  - D. amblymorpha (Alexander, 1968)
  - D. amphionis (Alexander, 1952)
  - D. amplificata (Alexander, 1940)
  - D. amurensis Alexander, 1925
  - D. ananta (Alexander, 1964)
  - D. anax (Alexander, 1942)
  - D. andicola (Alexander, 1912)
  - D. andinalta (Alexander, 1957)
  - D. annulifera Alexander, 1922
  - D. annulipes Skuse, 1890
  - D. anteapicalis (Alexander, 1947)
  - D. aperta Wahlgren, 1904
  - D. apiceglabra (Alexander, 1968)
  - D. appa (Theischinger, 1994)
  - D. apposita (Alexander, 1942)
  - D. archeyi Alexander, 1924
  - D. argentina (Alexander, 1912)
  - D. ariadne (Alexander, 1942)
  - D. arta (Alexander, 1954)
  - D. arthuriana Alexander, 1924
  - D. aspropoda (Alexander, 1965)
  - D. athabascae Alexander, 1927
  - D. atrescens Alexander, 1915
  - D. atritarsis (Alexander, 1949)
  - D. atropos Savchenko, 1983
  - D. atrostyla (Alexander, 1942)
  - D. aurantiothorax (Alexander, 1941)
  - D. auripennis Skuse, 1890
  - D. autumnalis (Staeger, 1840)
  - D. axierasta (Alexander, 1952)
  - D. baileyana (Alexander, 1963)
  - D. baileyi Edwards, 1928
  - D. balli (Theischinger, 1994)
  - D. basilewskyana (Alexander, 1977) – Basilewsky's cranefly
  - D. basiseta Alexander, 1924
  - D. basuto (Alexander, 1956)
  - D. bethae bethae (Alexander, 1945)
  - D. bethae contexta (Alexander, 1945)
  - D. bhima (Alexander, 1965)
  - D. bhutanica (Alexander, 1942)
  - D. bickeli (Theischinger, 1996)
  - D. bicomifera (Alexander, 1943)
  - D. bidigitata (Alexander, 1958)
  - D. bigladia (Alexander, 1942)
  - D. bilobula (Alexander, 1958)
  - D. boliviana (Alexander, 1930)
  - D. boniniana (Alexander, 1972)
  - D. boorana (Theischinger, 1994)
  - D. borinquenia (Alexander, 1968)
  - D. boulariensis (Hynes, 1993)
  - D. brachyneura (Alexander, 1932)
  - D. brevicubitalis (Alexander, 1947)
  - D. brevigladia (Alexander, 1962)
  - D. brevirama Alexander, 1922
  - D. brevivena Osten Sacken, 1869
  - D. brevivenula (Alexander, 1929)
  - D. brookesi Edwards, 1923
  - D. browni (Alexander, 1932)
  - D. brunneistigma (Alexander, 1971)
  - D. bugledichae (Theischinger, 1994)
  - D. bullockiana (Alexander, 1939)
  - D. bunyip (Theischinger, 1994)
  - D. buxtoni Edwards, 1927
  - D. calianensis (Alexander, 1931)
  - D. calliergon (Alexander, 1939)
  - D. candidella (Alexander, 1931)
  - D. capella (Alexander, 1932)
  - D. capicola Alexander, 1921
  - D. catamarcana (Alexander, 1929)
  - D. cautinensis (Alexander, 1941)
  - D. cerbereana (Alexander, 1929)
  - D. cervina Doane, 1908
  - D. chalybeicolor (Alexander, 1954)
  - D. chandra (Alexander, 1964)
  - D. chazeaui (Hynes, 1993)
  - D. chillcotti (Alexander, 1968)
  - D. chimborazicola (Alexander, 1946)
  - D. chimera (Alexander, 1972)
  - D. chlorotica (Philippi, 1866)
  - D. chorea (Meigen, 1818)
  - D. cinctitibia (Alexander, 1934)
  - D. cinerascens Brunetti, 1912
  - D. cinerella Alexander, 1923
  - D. cingulifera Alexander, 1928
  - D. cinnamonota Alexander, 1921
  - D. circassica Lackschewitz, 1941
  - D. citrina Doane, 1900
  - D. claribasis (Alexander, 1945)
  - D. clarissima (Alexander, 1967)
  - D. clarkeana (Alexander, 1970)
  - D. clarki (Alexander, 1930)
  - D. clathrata Savchenko, 1984
  - D. clavigera (Alexander, 1931)
  - D. clavistyla (Alexander, 1957)
  - D. clivicola Speiser, 1909
  - D. clotho (Alexander, 1964)
  - D. coheri (Alexander, 1964)
  - D. collita (Alexander, 1978)
  - D. commina (Alexander, 1967)
  - D. commixta (Alexander, 1933)
  - D. complacita (Alexander, 1942)
  - D. conchifera (Strobl, 1900)
  - D. confusa Alexander, 1921
  - D. consimilis (Zetterstedt, 1838)
  - D. contraria (Alexander, 1953)
  - D. contristans (Alexander, 1946)
  - D. conulifera Edwards, 1923
  - D. convergens de Meijere, 1911
  - D. convoluta Hancock, 2006
  - D. coxitalis (Alexander, 1934)
  - D. cramptoniana (Alexander, 1929)
  - D. crassispina Alexander, 1923
  - D. croceiapicalis (Alexander, 1962)
  - D. cruzi (Alexander, 1936)
  - D. cuneata Skuse, 1890
  - D. cuneipennis Alexander, 1923
  - D. cunninghamensis (Alexander, 1933)
  - D. dactylophora (Alexander, 1964)
  - D. dampfi Alexander, 1925
  - D. davaoensis (Alexander, 1931)
  - D. defuncta (Osten Sacken, 1860)
  - D. delicata Brunetti, 1912
  - D. depauperata Alexander, 1918
  - D. dibelone (Alexander, 1969)
  - D. dichroa Savchenko, 1974
  - D. dicksoniae (Alexander, 1930)
  - D. didyma (Meigen, 1804)
  - D. dilanio (Alexander, 1958)
  - D. dingaan (Alexander, 1960)
  - D. dissoluta (Alexander, 1929)
  - D. distans Osten Sacken, 1860
  - D. distendens Lundstrom, 1912
  - D. diura (Alexander, 1942)
  - D. diversigladia (Alexander, 1942)
  - D. diversispina Alexander, 1923
  - D. divisa (Alexander, 1929)
  - D. dolerosa (Alexander, 1931)
  - D. dorrigensis (Alexander, 1930)
  - D. dorsalis Skuse, 1890
  - D. dorsolobata (Alexander, 1946)
  - D. draupadi (Alexander, 1964)
  - D. dravidiana (Alexander, 1951)
  - D. dreisbachi (Alexander, 1965)
  - D. ebriola (Alexander, 1928)
  - D. elegantula Alexander, 1913
  - D. elnora (Alexander, 1929)
  - D. elquiensis (Blanchard, 1852)
  - D. empelia (Alexander, 1962)
  - D. encharis (Alexander, 1964)
  - D. erichtho (Alexander, 1950)
  - D. errabunda (Alexander, 1929)
  - D. erratica (Alexander, 1934)
  - D. etnurra (Theischinger, 1994)
  - D. euernes (Alexander, 1964)
  - D. eulaliae Geiger & Stary, 1994
  - D. euryrhyncha (Alexander, 1967)
  - D. evenhuisi (Hynes, 1993)
  - D. exaeta Alexander, 1927
  - D. exercita (Alexander, 1929)
  - D. extranea (Alexander, 1944)
  - D. falcicula (Alexander, 1962)
  - D. farri (Alexander, 1964)
  - D. fasciata Hutton, 1900
  - D. fata (Theischinger, 1994)
  - D. fijiana Alexander, 1924
  - D. filicauda Alexander, 1925
  - D. flagellata Edwards, 1928
  - D. flagellifer Alexander, 1928
  - D. flavaperta (Alexander, 1941)
  - D. flavida (Philippi, 1866)
  - D. flavidella (Alexander, 1930)
  - D. flavigenu Stary & Freidberg, 2007
  - D. flavobrunnea Brunetti, 1912
  - D. flavocincta (Brunetti, 1918)
  - D. flavofascialis Alexander, 1924
  - D. flavohumeralis (Alexander, 1931)
  - D. floridana Osten Sacken, 1869
  - D. fragilis (Theischinger, 1994)
  - D. francki (Alexander, 1932)
  - D. fraterna Brunetti, 1912
  - D. frivola Alexander, 1928
  - D. frontalis (Staeger, 1840)
  - D. fugax (Alexander, 1964)
  - D. fullawayi Alexander, 1915
  - D. fulva Doane, 1900
  - D. fulviceps Alexander, 1925
  - D. fulvinota Alexander, 1923
  - D. funesta Alexander, 1922
  - D. furthi Stary & Freidberg, 2007
  - D. fuscinota Stary, 2009
  - D. galapagoensis (Alexander, 1962)
  - D. gardineri Edwards, 1912
  - D. gemina (Alexander, 1924)
  - D. gentilis (Alexander, 1950)
  - D. geronimo (Alexander, 1949)
  - D. geyserensis (Alexander, 1943)
  - D. gibbera Alexander, 1916
  - D. gladiator Osten Sacken, 1860
  - D. globulicornis Alexander, 1924
  - D. gloria (Byers, 1994)
  - D. gloriosa (Alexander, 1912)
  - D. goana Alexander, 1927
  - D. goritiensis (Mik, 1864)
  - D. gracilirostris (Alexander, 1938)
  - D. gracilis Edwards, 1923
  - D. grimshawi Alexander, 1919
  - D. grishma (Alexander, 1964)
  - D. guamicola (Alexander, 1942)
  - D. gubernatoria Alexander, 1924
  - D. guillarmodana (Alexander, 1970)
  - D. guttata (Philippi, 1866)
  - D. guttula Alexander, 1915
  - D. haeretica Osten Sacken, 1869
  - D. hainaniana (Alexander, 1949)
  - D. halobia (Tokunaga, 1936)
  - D. halophila (Alexander, 1929)
  - D. halterata Osten Sacken, 1869
  - D. handlirschi Lackschewitz, 1928
  - D. hardyana (Byers, 1985)
  - D. harmonia (Alexander, 1956)
  - D. harpax (Alexander, 1952)
  - D. hawaiiensis Grimshaw, 1901
  - D. helmsi Skuse, 1890
  - D. hemimelas Alexander, 1922
  - D. heteracantha Alexander, 1923
  - D. hirsutissima (Alexander, 1962)
  - D. homichlophila (Alexander, 1958)
  - D. hostica (Alexander, 1938)
  - D. hudsoni Edwards, 1923
  - D. humerosa (Alexander, 1942)
  - D. humidicola Osten Sacken, 1860
  - D. hyalinata (Zetterstedt, 1851)
  - D. idonea Alexander, 1922
  - D. ignara (Alexander, 1967)
  - D. illepida (Alexander, 1944)
  - D. illumina (Alexander, 1958)
  - D. illustris (Alexander, 1944)
  - D. imitabilis (Alexander, 1942)
  - D. immanis (Alexander, 1950)
  - D. immodesta Osten Sacken, 1860
  - D. inanis (Alexander, 1934)
  - D. incisuralis Skuse, 1890
  - D. incisurata Lackschewitz, 1928
  - D. incompta (Alexander, 1922)
  - D. indefensa (Alexander, 1939)
  - D. indefessa (Alexander, 1965)
  - D. infensa (Alexander, 1938)
  - D. infumata (Philippi, 1866)
  - D. ingrata Alexander, 1928
  - D. inhabilis (Alexander, 1949)
  - D. iniquispina (Hardy, 1953)
  - D. innocens Brunetti, 1912
  - D. innocua Alexander, 1927
  - D. inscita (Alexander, 1935)
  - D. insignifica (Alexander, 1912)
  - D. insolabilis (Alexander, 1946)
  - D. insolita (Alexander, 1979)
  - D. insularis Mik, 1881
  - D. intermedia Santos Abreu, 1923
  - D. interrupta (Nielsen, 1966)
  - D. invalida Alexander, 1916
  - D. involuta (Alexander, 1968)
  - D. isabellina Doane, 1900
  - D. itatiayana (Alexander, 1944)
  - D. jacobus Alexander, 1919
  - D. jorgenseni Alexander, 1919
  - D. jujuyensis Alexander, 1924
  - D. junctura (Alexander, 1949)
  - D. kalki (Alexander, 1966)
  - D. kallakkure (Theischinger, 1994)
  - D. kamakensis Stary, 1993
  - D. kandybinae Savchenko, 1987
  - D. karma (Alexander, 1948)
  - D. kauaiensis Grimshaw, 1901
  - D. kaurava (Alexander, 1964)
  - D. kermadecensis (Alexander, 1973)
  - D. kernensis (Alexander, 1966)
  - D. kirishimana Alexander, 1925
  - D. knabi (Alexander, 1912)
  - D. kowinka (Theischinger, 1994)
  - D. koxinga (Alexander, 1930)
  - D. kraaiensis (Alexander, 1964)
  - D. kraussi (Alexander, 1951)
  - D. kubera (Alexander, 1964)
  - D. kulin (Alexander, 1933)
  - D. kurnai (Alexander, 1933)
  - D. kuscheliana (Alexander, 1952)
  - D. labecula (Alexander, 1942)
  - D. labellata (Alexander, 1969)
  - D. lachesis Savchenko, 1983
  - D. lacroixi Alexander, 1926
  - D. laffooniana (Alexander, 1948)
  - D. lagunta (Theischinger, 1994)
  - D. laistes (Alexander, 1967)
  - D. lapazensis (Alexander, 1962)
  - D. lassa (Alexander, 1937)
  - D. latebra (Alexander, 1967)
  - D. laticellula (Alexander, 1932)
  - D. latiflava (Alexander, 1931)
  - D. latispina (Alexander, 1942)
  - D. lawrencei (Alexander, 1958)
  - D. lebombo (Alexander, 1960)
  - D. lemmonae (Alexander, 1953)
  - D. leptomera (Alexander, 1972)
  - D. lethe (Alexander, 1938)
  - D. lewisi (Alexander, 1964)
  - D. libertoides (Alexander, 1912)
  - D. ligayai (Alexander, 1931)
  - D. limonioides Savchenko, 1974
  - D. lindsayi Alexander, 1924
  - D. lineicollis (Blanchard, 1852)
  - D. linsdalei (Alexander, 1943)
  - D. livida (Say, 1829)
  - D. livornica Lackschewitz, 1928
  - D. loarinna (Theischinger, 1994)
  - D. longicollis (Macquart, 1846)
  - D. longipennis (Schummel, 1829)
  - D. longiunguis Stary & Freidberg, 2007
  - D. longiventris Alexander, 1913
  - D. lorettae Geiger, 1985
  - D. loveridgeana (Alexander, 1962)
  - D. luaboensis (Alexander, 1960)
  - D. lucida de Meijere, 1918
  - D. lugubris de Meijere, 1924
  - D. lutea (Meigen, 1818)
  - D. luteiapicalis (Alexander, 1962)
  - D. luteipennis Goetghebuer, 1920
  - D. luteipes Alexander, 1923
  - D. luteitarsis (Alexander, 1965)
  - D. luteonitens Edwards, 1923
  - D. lydia (Alexander, 1950)
  - D. maderensis (Wollaston, 1858)
  - D. magninota Stary, 2009
  - D. maligna (Alexander, 1945)
  - D. malina (Alexander, 1964)
  - D. malitiosa (Alexander, 1942)
  - D. marina Skuse, 1890
  - D. marshalli Alexander, 1920
  - D. masafuerae (Alexander, 1952)
  - D. mascarensis Alexander, 1921
  - D. mattheyi Geiger, 1985
  - D. mecogastra (Alexander, 1964)
  - D. megastigmosa Alexander, 1922
  - D. melanacaena (Alexander, 1970)
  - D. melanantha Savchenko, 1984
  - D. melanderi (Alexander, 1945)
  - D. melanocera Alexander, 1925
  - D. melanopleura (Alexander, 1931)
  - D. melanoptera (Alexander, 1934)
  - D. melina Alexander, 1924
  - D. memnon (Alexander, 1960)
  - D. meridicola (Alexander, 1943)
  - D. mesosternatoides Alexander, 1924
  - D. michaeli (Theowald, 1977)
  - D. microentmema (Alexander, 1964)
  - D. micronychia Lackschewitz, 1941
  - D. microscola (Alexander, 1967)
  - D. microsoma (Alexander, 1944)
  - D. microsomoides (Alexander, 1954)
  - D. midas (Alexander, 1954)
  - D. millemurro (Theischinger, 1994)
  - D. misera Riedel, 1921
  - D. miseranda (Alexander, 1945)
  - D. mishimana (Alexander, 1970)
  - D. mistura (Alexander, 1942)
  - D. mitis (Meigen, 1830)
  - D. modesta (Meigen, 1818)
  - D. moesta Alexander, 1923
  - D. monilicornis Hutton, 1900
  - D. moniliformis Doane, 1900
  - D. monochromera Edwards, 1923
  - D. monorhaphis (Alexander, 1980)
  - D. monostromia (Tokunaga, 1930)
  - D. montium (Alexander, 1929)
  - D. mosselica (Alexander, 1949)
  - D. motepa (Theischinger, 1994)
  - D. muliercula (Alexander, 1942)
  - D. mulsa Alexander, 1916
  - D. multispina Alexander, 1922
  - D. muta (Alexander, 1937)
  - D. mutata (Alexander, 1935)
  - D. naga (Alexander, 1964)
  - D. nairobii Alexander, 1919
  - D. nakula (Alexander, 1964)
  - D. namwambae (Alexander, 1956)
  - D. neabjuncta (Alexander, 1963)
  - D. neananta (Alexander, 1967)
  - D. nebulifera Alexander, 1922
  - D. nefasta (Alexander, 1944)
  - D. nelsoniana Alexander, 1925
  - D. neofascipennis (Alexander, 1967)
  - D. neoguttula (Alexander, 1958)
  - D. neomidas (Alexander, 1963)
  - D. neopulchripennis (Alexander, 1940)
  - D. neopunctulata (Alexander, 1931)
  - D. nephelia (Alexander, 1978)
  - D. nephelodes Alexander, 1922
  - D. nielseniana (Alexander, 1949)
  - D. nigrescens Hutton, 1900
  - D. nigritorus (Alexander, 1975)
  - D. nigrobarbata (Alexander, 1964)
  - D. nigropolita Alexander, 1923
  - D. niveifusca (Alexander, 1964)
  - D. norfolcensis Alexander, 1922
  - D. nothofagi (Alexander, 1929)
  - D. novemmaculata (Strobl, 1906)
  - D. nullanulla (Theischinger, 1994)
  - D. obscura Skuse, 1890
  - D. obscuripennis Skuse, 1890
  - D. obtusiloba (Alexander, 1956)
  - D. obtusistylus (Alexander, 1925)
  - D. ochripes (Alexander, 1955)
  - D. octacantha (Alexander, 1933)
  - D. ohlini Alexander, 1920
  - D. omi (Theischinger, 1994)
  - D. omissa (Alexander, 1912)
  - D. omissinervis de Meijere, 1918
  - D. omissivena Alexander, 1922
  - D. onerosa Alexander, 1928
  - D. opima Alexander, 1921
  - D. ornata (Meigen, 1818)
  - D. ornatipennis (Blanchard, 1852)
  - D. orthia (Alexander, 1931)
  - D. orthioides (Alexander, 1932)
  - D. otagensis Alexander, 1924
  - D. ovalistigma (Alexander, 1951)
  - D. ozarkensis (Alexander, 1968)
  - D. pallidinota Stary, 2009
  - D. palliditerga (Alexander, 1942)
  - D. pammelas Alexander, 1925
  - D. pampoecila Alexander, 1922
  - D. panthera (Theischinger, 1994)
  - D. parjanya (Alexander, 1967)
  - D. particeps Doane, 1908
  - D. parvati (Alexander, 1967)
  - D. parvistylata (Alexander, 1960)
  - D. patens Lundstrom, 1907
  - D. patricia Stary, 1982
  - D. patruelis Alexander, 1924
  - D. paupercula Alexander, 1921
  - D. pectinunguis (Tokunaga, 1940)
  - D. pedestris (Alexander, 1952)
  - D. pelates (Alexander, 1962)
  - D. penana (Alexander, 1957)
  - D. pendulifera Alexander, 1923
  - D. pennifera (Alexander, 1945)
  - D. penrissenensis Edwards, 1926
  - D. pentadactyla (Alexander, 1964)
  - D. peralta (Alexander, 1946)
  - D. perdistalis (Alexander, 1943)
  - D. perdocta (Alexander, 1954)
  - D. perexcelsior (Alexander, 1962)
  - D. perflaveola (Alexander, 1927)
  - D. peringueyi Alexander, 1917
  - D. perpulchra (Alexander, 1928)
  - D. perpuncticosta (Alexander, 1950)
  - D. perretracta (Alexander, 1942)
  - D. perserena (Alexander, 1946)
  - D. pertruncata (Alexander, 1962)
  - D. perturbata (Alexander, 1978)
  - D. phalaris (Alexander, 1956)
  - D. phatta (Philippi, 1866)
  - D. picticauda (Alexander, 1979)
  - D. pictithorax Alexander, 1923
  - D. pietatis (Alexander, 1943)
  - D. pinodes (Alexander, 1929)
  - D. pitoa (Theischinger, 1994)
  - D. pleurilineata Riedel, 1917
  - D. pluricomata (Alexander, 1964)
  - D. plurispina Alexander, 1925
  - D. pluvialis (Alexander, 1929)
  - D. poli (Alexander, 1941)
  - D. polysticta (Philippi, 1866)
  - D. polystonyx (Alexander, 1968)
  - D. pontica Lackschewitz, 1941
  - D. pontophila (Tokunaga, 1940)
  - D. posticanivea (Alexander, 1978)
  - D. praecellens (Alexander, 1944)
  - D. praepostera Alexander, 1925
  - D. praevia (Alexander, 1952)
  - D. primaeva (Alexander, 1929)
  - D. profunda Alexander, 1925
  - D. prolixistyla (Alexander, 1981)
  - D. pudica Osten Sacken, 1860
  - D. pudicoides (Alexander, 1930)
  - D. pulchripennis Brunetti, 1912
  - D. puncticosta Brunetti, 1912
  - D. punctipennis Skuse, 1890
  - D. punctulata de Meijere, 1911
  - D. punctulatella (Alexander, 1933)
  - D. punctulatina (Alexander, 1960)
  - D. punctulatoides (Alexander, 1932)
  - D. punoensis (Alexander, 1946)
  - D. quadrigladia (Alexander, 1944)
  - D. quadrituberculata (Alexander, 1937)
  - D. quinquenotata (Brunetti, 1918)
  - D. radegasti Stary, 1993
  - D. rapida (Alexander, 1946)
  - D. ravana (Alexander, 1964)
  - D. ravida Alexander, 1925
  - D. rectidens (Alexander, 1934)
  - D. rectistyla (Alexander, 1967)
  - D. recurvistyla (Alexander, 1975)
  - D. reductissima (Alexander, 1952)
  - D. redundans (Alexander, 1956)
  - D. regifica Alexander, 1916
  - D. remota Skuse, 1890
  - D. repanda Edwards, 1923
  - D. repentina (Alexander, 1929)
  - D. reticulata (Alexander, 1912)
  - D. retrusa (Alexander, 1930)
  - D. reversalis Alexander, 1922
  - D. rhinoceros (Alexander, 1945)
  - D. rixosa (Alexander, 1964)
  - D. rodriguensis Edwards, 1923
  - D. rostrifera Osten Sacken, 1869
  - D. rostrotruncata (Alexander, 1979)
  - D. rudra (Alexander, 1960)
  - D. sabroskyana (Byers, 1982)
  - D. sanctaecruzae Alexander, 1920
  - D. sanctaehelenae (Alexander, 1962)
  - D. sanctigeorgii Edwards, 1927
  - D. satura (Alexander, 1956)
  - D. saxatilis Skuse, 1890
  - D. saxemarina (Alexander, 1937)
  - D. scelio (Alexander, 1965)
  - D. schindleri (Alexander, 1962)
  - D. schmidiana (Alexander, 1975)
  - D. scimitar (Alexander, 1942)
  - D. seducta Alexander, 1923
  - D. selkirki Alexander, 1920
  - D. semantica (Alexander, 1932)
  - D. semicuneata Alexander, 1924
  - D. seposita (Alexander, 1929)
  - D. sera (Walker, 1848)
  - D. serratiloba (Alexander, 1950)
  - D. shelfordi (Alexander, 1944)
  - D. shinanoensis (Alexander, 1933)
  - D. shirakii Alexander, 1923
  - D. sibyllina (Alexander, 1929)
  - D. sielediva (Alexander, 1960)
  - D. signata de Meijere, 1919
  - D. signatella Stary & Freidberg, 2007
  - D. simillima (Alexander, 1912)
  - D. simulans (Walker, 1848)
  - D. skanda (Alexander, 1964)
  - D. smythiana (Alexander, 1942)
  - D. snelli (Edwards, 1934)
  - D. sparsa Alexander, 1924
  - D. sparsituber (Alexander, 1962)
  - D. sperata Alexander, 1922
  - D. spinosissima Geiger & Stary, 1994
  - D. splendidula (Alexander, 1930)
  - D. sponsa Alexander, 1922
  - D. sternolobatoides (Alexander, 1964)
  - D. stigmata Doane, 1900
  - D. strobli Pagast, 1941
  - D. stuardoi (Alexander, 1952)
  - D. stulta Osten Sacken, 1860
  - D. stygipennis Alexander, 1919
  - D. subalbitarsis (Alexander, 1930)
  - D. subandicola (Alexander, 1947)
  - D. subandina (Alexander, 1913)
  - D. subchlorotica (Alexander, 1969)
  - D. subconfusa (Alexander, 1958)
  - D. subdichroa Savchenko, 1974
  - D. subdidyma (Alexander, 1975)
  - D. subdola Alexander, 1913
  - D. subfasciata Alexander, 1924
  - D. subfascipennis Brunetti, 1912
  - D. subflavida (Alexander, 1929)
  - D. sublimis (Alexander, 1932)
  - D. submarina (Theischinger, 1994)
  - D. submidas (Alexander, 1956)
  - D. submulsa (Alexander, 1971)
  - D. submutata (Alexander, 1942)
  - D. suborthia (Alexander, 1932)
  - D. subpulchripennis (Alexander, 1931)
  - D. subpunctulata (Alexander, 1930)
  - D. subravida Alexander, 1928
  - D. subredundans (Alexander, 1975)
  - D. subremota Alexander, 1922
  - D. subreticulata (Alexander, 1943)
  - D. subsordida Edwards, 1928
  - D. substricta Alexander, 1928
  - D. subtristoides (Alexander, 1945)
  - D. subviridis Alexander, 1922
  - D. sulphuralis Edwards, 1923
  - D. suspensa (Alexander, 1933)
  - D. swezeyana (Alexander, 1942)
  - D. swezeyi Alexander, 1919
  - D. synclera Alexander, 1927
  - D. tahanensis Edwards, 1928
  - D. takeuchii Alexander, 1922
  - D. tamsi (Edwards, 1934)
  - D. tapleyi Alexander, 1924
  - D. tarsalba Alexander, 1922
  - D. teinoterga (Alexander, 1967)
  - D. tenebrosa Edwards, 1923
  - D. tenuiclava (Alexander, 1932)
  - D. tenuicula (Alexander, 1929)
  - D. tenuifilamentosa (Alexander, 1945)
  - D. terebrina Alexander, 1921
  - D. terraenovae Alexander, 1920
  - D. tessulata (Savchenko, 1974)
  - D. thamyris (Alexander, 1950)
  - D. thetica (Alexander, 1932)
  - D. thixis (Alexander, 1967)
  - D. tinctipennis de Meijere, 1916
  - D. tipulipes Karsch, 1886
  - D. titicacana (Alexander, 1945)
  - D. tongensis (Alexander, 1978)
  - D. torpida (Alexander, 1948)
  - D. torrens Alexander, 1923
  - D. torulosa (Alexander, 1968)
  - D. transfuga (Alexander, 1935)
  - D. tremula (Alexander, 1931)
  - D. tricholabis Edwards, 1926
  - D. tricuspidata (Alexander, 1936)
  - D. tricuspis Alexander, 1923
  - D. trifilamentosa (Alexander, 1932)
  - D. trilobifera (Alexander, 1967)
  - D. trilobula (Alexander, 1958)
  - D. trinitatis (Alexander, 1931)
  - D. trispinula (Alexander, 1933)
  - D. tristigmata Alexander, 1925
  - D. tristina (Alexander, 1930)
  - D. trituberculata (Alexander, 1929)
  - D. troglophila (Alexander, 1929)
  - D. tyrranica (Alexander, 1964)
  - D. uinta (Alexander, 1948)
  - D. umbonis (Alexander, 1964)
  - D. umkomazanae (Alexander, 1956)
  - D. ungjeeburra (Theischinger, 1994)
  - D. unicinctifera (Alexander, 1930)
  - D. unispinosa Alexander, 1921
  - D. upoluensis Edwards, 1928
  - D. ushas (Alexander, 1965)
  - D. vaccha (Alexander, 1966)
  - D. validistyla (Alexander, 1933)
  - D. vamana (Alexander, 1952)
  - D. variabilis Grimshaw, 1901
  - D. variispina Alexander, 1924
  - D. varsha (Alexander, 1967)
  - D. veda (Alexander, 1966)
  - D. venatrix (Alexander, 1952)
  - D. veneris (Alexander, 1952)
  - D. ventralis (Schummel, 1829)
  - D. venusta Bergroth, 1888
  - D. venustior (Alexander, 1950)
  - D. veternosa (Alexander, 1935)
  - D. viator (Alexander, 1960)
  - D. vicarians (Schiner, 1868)
  - D. vicina (Macquart, 1839)
  - D. villaricae (Alexander, 1929)
  - D. virilis Alexander, 1916
  - D. vulgata Bergroth, 1888
  - D. waitakeriae (Alexander, 1952)
  - D. walleyi (Alexander, 1943)
  - D. wattamolla (Theischinger, 1994)
  - D. weiseriana (Alexander, 1929)
  - D. weschei Edwards, 1923
  - D. whiteae (Alexander, 1941)
  - D. whitei Alexander, 1921
  - D. wilfredi (Alexander, 1952)
  - D. willamettensis (Alexander, 1949)
  - D. williamsae (Theischinger, 1994)
  - D. wiseana (Alexander, 1956)
  - D. woggoon (Theischinger, 1994)
  - D. wundurra (Theischinger, 1994)
  - D. yaksha (Alexander, 1964)
  - D. yerrawar (Theischinger, 1994)
  - D. yoganidra (Alexander, 1967)
  - D. ypsilon (Alexander, 1959)
  - D. yunqueana (Alexander, 1952)
  - D. zernyi Lackschewitz, 1928
  - D. zonata Skuse, 1890
- Sous-genre Doaneomyia Alexander, 1921
  - D. altitarsis (Edwards, 1927)
  - D. caledoniensis (Alexander, 1948)
  - D. deprivata (Alexander, 1948)
  - D. fijicola (Alexander, 1953)
  - D. pampangensis (Alexander, 1931)
  - D. tahitiensis (Alexander, 1921)
- Sous-genre Erostrata Savchenko, 1976
  - D. canis (Alexander, 1931)
  - D. cnephosa (Alexander, 1959)
  - D. cynotis (Alexander, 1931)
  - D. globithorax Osten Sacken, 1869
  - D. melas (Alexander, 1934)
  - D. tabashii (Alexander, 1934)
- Sous-genre Euglochina Alexander, 1921
  - D. arachnobia (Alexander, 1929)
  - D. bulbibasis (Alexander, 1972)
  - D. captiosa (Alexander, 1932)
  - D. comoroensis (Alexander, 1959)
  - D. connectans Alexander, 1920
  - D. curtata (Alexander, 1935)
  - D. curtivena Alexander, 1922
  - D. dignitosa (Alexander, 1931)
  - D. dravidica (Alexander, 1951)
  - D. fuscibasis Alexander, 1922
  - D. invocata (Alexander, 1948)
  - D. novaeguineae de Meijere, 1915
  - D. okinawensis Alexander, 1925
  - D. projecta (Alexander, 1929)
  - D. saltens (Doleschall, 1857)
  - D. silens (Alexander, 1948)
- Sous-genre Glochina Meigen, 1830
  - D. bangerteri (Mendl, 1974)
  - D. basifusca Alexander, 1919
  - D. brevispina Savchenko, 1976
  - D. cretica Mendl, 1979
  - D. hansiana Stary & Geiger, 1985
  - D. illingworthi Alexander, 1914
  - D. kaszabi (Mannheims & Savchenko, 1973)
  - D. kinensis (Alexander, 1936)
  - D. liberta Osten Sacken, 1860
  - D. mediterranea Lackschewitz, 1942
  - D. pauli Geiger, 1983
  - D. perobtusa (Alexander, 1945)
  - D. persordida Savchenko, 1976
  - D. schineriana (Alexander, 1964)
  - D. sericata (Meigen, 1830)
  - D. sordida brevicula (Alexander, 1934)
  - D. sordida sordida Brunetti, 1912
  - D. sordidipennis (Alexander, 1940)
  - D. staryi Geiger & Mendl, 1994
  - D. transsilvanica Lackschewitz, 1928
  - D. tristis (Schummel, 1829)
  - D. tristoides (Alexander, 1929)
- Sous-genre Hesperolimonia Alexander, 1966
  - D. infuscata Doane, 1900
- Sous-genre Idioglochina Alexander, 1921
  - D. allani (Alexander, 1959)
  - D. ambrosiana (Alexander, 1962)
  - D. australiensis Alexander, 1922
  - D. bioculata (de Meijere, 1916)
  - D. chlorella (Alexander, 1978)
  - D. corallicola (Alexander, 1956)
  - D. debeauforti de Meijere, 1913
  - D. flavalis (Alexander, 1934)
  - D. fumipennis (Butler, 1875)
  - D. kotoshoensis Alexander, 1923
  - D. kronei Mik, 1881
  - D. latibasis (Alexander, 1967)
  - D. lightfooti Alexander, 1917
  - D. marmorata Osten Sacken, 1861
  - D. medidorsalis (Tokunaga, 1936)
  - D. obesula Edwards, 1927
  - D. pacifica (Tokunaga, 1935)
  - D. parvimacula Edwards, 1927
  - D. perkinsiana (Alexander, 1930)
  - D. porteri Alexander, 1919
  - D. tokara (Nobuchi, 1955)
  - D. tokunagai (Alexander, 1932)
  - D. tokunagana (Alexander, 1964)
  - D. tusitala (Alexander, 1921)
  - D. vilae Edwards, 1927
- Sous-genre Idiopyga Savchenko, 1987
  - D. alpina Bangerter, 1948
  - D. ctenopyga (Alexander, 1943)
  - D. danica Kuntze, 1919
  - D. esbeni (Nielsen, 1940)
  - D. flabellifera Byers & Rossman, 2008
  - D. grahamiana (Alexander, 1933)
  - D. halterella Edwards, 1921
  - D. intricata Alexander, 1927
  - D. klefbecki (Tjeder, 1941)
  - D. lackschewitzi Edwards, 1928
  - D. lulensis (Tjeder, 1969)
  - D. magnicauda Lundstrom, 1912
  - D. megacauda Alexander, 1924
  - D. melleicauda Alexander, 1917
  - D. murina (Zetterstedt, 1851)
  - D. nigristigma Nielsen, 1919
  - D. piscataquis (Alexander, 1941)
  - D. ponojensis Lundstrom, 1912
  - D. retrograda (Alexander, 1941)
  - D. sternolobata (Alexander, 1936)
  - D. stigmatica (Meigen, 1830)
  - D. tseni (Alexander, 1938)
  - D. violovitshi Savchenko, 1974
- Sous-genre Melanolimonia Alexander, 1965
  - D. aurita (Alexander, 1929)
  - D. azorica (Nielsen, 1963)
  - D. benguetensis (Alexander, 1931)
  - D. caledonica Edwards, 1926
  - D. emodi (Alexander, 1960)
  - D. evexa (Alexander, 1967)
  - D. fulvomorio (Edwards, 1933)
  - D. fulvonigrina (Alexander, 1965)
  - D. hamata Becker, 1908
  - D. kansuensis (Alexander, 1930)
  - D. kongosana (Alexander, 1934)
  - D. lakshmi (Alexander, 1958)
  - D. latemarginata (Alexander, 1972)
  - D. monkhtuyae Podenas & Gelhaus, 2001
  - D. morio (Fabricius, 1787)
  - D. morioides Osten Sacken, 1860
  - D. moronis (Alexander, 1932)
  - D. neomorio Alexander, 1927
  - D. nesomorio Alexander, 1928
  - D. nigrithorax Brunetti, 1912
  - D. nitidithorax Senior-White, 1922
  - D. nycteris Alexander, 1927
  - D. occidua Edwards, 1926
  - D. pacifera (Alexander, 1937)
  - D. paramorio Alexander, 1926
  - D. parviloba (Alexander, 1940)
  - D. parvincisa (Alexander, 1940)
  - D. penita (Alexander, 1936)
  - D. pernigrita (Alexander, 1965)
  - D. priapula (Alexander, 1966)
  - D. pseudomorio Alexander, 1920
  - D. rhadinostyla (Alexander, 1967)
  - D. rufiventris (Strobl, 1900)
  - D. spinifera Alexander, 1927
  - D. stylifera Lackschewitz, 1928
  - D. subaurita (Alexander, 1938)
  - D. submorio Alexander, 1920
  - D. tergotruncata (Alexander, 1966)
- Sous-genre Nealexandriaria Alexander, 1967
  - D. anisota (Alexander, 1973)
  - D. argyrata (Alexander, 1929)
  - D. atayal (Alexander, 1929)
  - D. atromaculata Edwards, 1928
  - D. brevissima Alexander, 1925
  - D. carneotincta Alexander, 1915
  - D. cinereicapilla (Alexander, 1934)
  - D. conveniens (Walker, 1848)
  - D. diengana (Alexander, 1931)
  - D. frontina (Edwards, 1933)
  - D. fulvicolor (Alexander, 1973)
  - D. injucunda (Alexander, 1967)
  - D. ludmilla (Theischinger, 1994)
  - D. milkurli (Theischinger, 1994)
  - D. nathalinae (Alexander, 1932)
  - D. nigroephippiata (Alexander, 1952)
  - D. ochricapilla (Alexander, 1956)
  - D. prominens Brunetti, 1918
  - D. scolopia (Alexander, 1971)
  - D. semirufa Edwards, 1927
  - D. simplissima Alexander, 1915
  - D. sollicita (Alexander, 1931)
  - D. tecta (Alexander, 1932)
  - D. tenella de Meijere, 1911
  - D. unibrunnea (Alexander, 1945)
- Sous-genre Neoglochina Alexander, 1967
  - D. aurigena (Alexander, 1944)
  - D. capnora Alexander, 1921
  - D. curraniana (Alexander, 1944)
  - D. esau (Alexander, 1947)
  - D. felix (Alexander, 1950)
  - D. fumosa (Alexander, 1912)
  - D. grossa (Alexander, 1938)
  - D. imperturbata (Alexander, 1951)
  - D. infucata (Alexander, 1927)
  - D. ingens (Alexander, 1945)
  - D. insularis (Williston, 1896)
  - D. leucoscelis (Alexander, 1950)
  - D. limbinervis (Alexander, 1941)
  - D. lutzi (Alexander, 1912)
  - D. mesotricha (Alexander, 1944)
  - D. moniligera (Alexander, 1967)
  - D. multisignata (Alexander, 1936)
  - D. pernobilis (Alexander, 1941)
  - D. praeclara (Alexander, 1928)
  - D. sciasma (Alexander, 1950)
  - D. trialbocincta (Alexander, 1941)
- Sous-genre Neolimnobia Alexander, 1928
  - D. anthracopoda (Alexander, 1938)
  - D. archangelica (Alexander, 1942)
  - D. corallina (Alexander, 1938)
  - D. diva (Schiner, 1868)
  - D. excelsior (Alexander, 1944)
  - D. hypocrita (Alexander, 1935)
  - D. immaculipes (Alexander, 1935)
  - D. latiorflava (Alexander, 1979)
  - D. muscosa Enderlein, 1912
  - D. pugilis (Alexander, 1943)
  - D. stygicornis (Alexander, 1962)
  - D. tricincta Alexander, 1913
- Sous-genre Nesciomyia Theischinger, 1994
  - D. durroon (Theischinger, 1994)
- Sous-genre Numantia Bigot, 1854
  - D. fusca (Meigen, 1804)
- Sous-genre Pandamyia Theischinger, 1994
  - D. nowankareena (Theischinger, 1994)
  - D. uckillya (Theischinger, 1994)
- Sous-genre Peripheroptera Schiner, 1868
  - D. aberrans (Schiner, 1868)
  - D. angustifasciata (Alexander, 1922)
  - D. arcuata (Alexander, 1913)
  - D. atrosignata (Alexander, 1934)
  - D. auranticolor (Alexander, 1978)
  - D. austroandina (Alexander, 1929)
  - D. cochabambae (Alexander, 1945)
  - D. croceibasis (Alexander, 1942)
  - D. cynara (Alexander, 1942)
  - D. dis (Alexander, 1944)
  - D. eudorae (Alexander, 1913)
  - D. euryptera (Alexander, 1953)
  - D. fulvistigma (Alexander, 1953)
  - D. fumibasalis (Alexander, 1937)
  - D. fuscoanalis (Alexander, 1979)
  - D. glochinoides (Alexander, 1922)
  - D. incommoda (Osten Sacken, 1888)
  - D. incommodes (Alexander, 1928)
  - D. lankesteri (Alexander, 1946)
  - D. lichyella (Alexander, 1947)
  - D. lissomelania (Alexander, 1967)
  - D. machupichuana (Alexander, 1953)
  - D. morgana (Alexander, 1944)
  - D. nearcuata (Alexander, 1940)
  - D. nitens (Schiner, 1868)
  - D. ordinaria (Alexander, 1945)
  - D. parvistigmata (Alexander, 1980)
  - D. peramoena (Alexander, 1945)
  - D. perdelecta (Alexander, 1940)
  - D. prindlei (Alexander, 1938)
  - D. rediviva (Alexander, 1942)
  - D. rhoda (Alexander, 1939)
  - D. schineri (Osten Sacken, 1888)
  - D. subamoena (Alexander, 1942)
  - D. teucholaboides (Alexander, 1913)
  - D. thioptera (Alexander, 1941)
  - D. trimelania (Alexander, 1942)
  - D. trinigrina (Alexander, 1940)
  - D. vivasberthieri (Alexander, 1940)
- Sous-genre Pseudoglochina Alexander, 1921
  - D. angustapicalis (Alexander, 1931)
  - D. apicialba (Alexander, 1965)
  - D. bicinctipes Brunetti, 1912
  - D. bilatior (Alexander, 1932)
  - D. bilatissima (Alexander, 1932)
  - D. biluteola (Alexander, 1950)
  - D. bryophila (Alexander, 1934)
  - D. dimelania (Alexander, 1935)
  - D. eurymelania (Alexander, 1965)
  - D. evanescens (Alexander, 1936)
  - D. fuscolata (Alexander, 1936)
  - D. hoskingi (Alexander, 1935)
  - D. kobusi de Meijere, 1904
  - D. laticincta (Edwards, 1928)
  - D. microneura (Alexander, 1948)
  - D. monocycla (Alexander, 1935)
  - D. pamela (Alexander, 1960)
  - D. periscelis (Alexander, 1958)
  - D. pictipes Brunetti, 1918
  - D. ponapensis (Alexander, 1940)
  - D. procella (Alexander, 1936)
  - D. pulchripes (Alexander, 1920)
  - D. querula (Alexander, 1937)
  - D. riukiuensis (Alexander, 1929)
  - D. unicinctipes (Alexander, 1929)
- Sous-genre Sivalimnobia Alexander, 1963
  - D. alticola Edwards, 1916
  - D. approximata Brunetti, 1912
  - D. aquosa Verrall, 1886
  - D. bicolor Brunetti, 1918
  - D. clavula (Alexander, 1972)
  - D. euphileta (Alexander, 1924)
  - D. excelsa Alexander, 1915
  - D. fortis Brunetti, 1912
  - D. kali (Alexander, 1963)
  - D. marginella (Alexander, 1929)
  - D. nongkodjadjarensis de Meijere, 1913
  - D. pererratica (Alexander, 1973)
  - D. pleiades (Alexander, 1931)
  - D. rahula (Alexander, 1963)
  - D. uma (Alexander, 1967)
- Sous-genre Zalusa Enderlein, 1906
  - D. falklandica (Enderlein, 1906)
- Sous-genre Zelandoglochina Alexander, 1924
  - D. angelica (Alexander, 1929)
  - D. aphanta (Alexander, 1929)
  - D. atrovittata Alexander, 1922
  - D. bigoti (Alexander, 1913)
  - D. canterburiana Alexander, 1923
  - D. circularis Alexander, 1924
  - D. crassipes Edwards, 1923
  - D. cubitalis Edwards, 1923
  - D. decincta Edwards, 1923
  - D. fagetorum (Alexander, 1929)
  - D. flabellifera (Alexander, 1929)
  - D. flavidipennis Edwards, 1923
  - D. harrisi Alexander, 1923
  - D. huttoni Edwards, 1923
  - D. laterospina Alexander, 1924
  - D. melanogramma Edwards, 1923
  - D. miniata (Alexander, 1929)
  - D. multiarmata (Alexander, 1929)
  - D. multinodosa (Alexander, 1929)
  - D. myersi Alexander, 1924
  - D. nodulifera (Alexander, 1929)
  - D. nubleana (Alexander, 1971)
  - D. octava Edwards, 1923
  - D. ofella (Alexander, 1953)
  - D. omissistyla (Alexander, 1929)
  - D. paradisea  Alexander, 1923
  - D. parvispinosa (Alexander, 1929)
  - D. pervincta (Alexander, 1936)
  - D. pilosipennis (Alexander, 1929)
  - D. setulipennis (Alexander, 1929)
  - D. sublacteata Edwards, 1923
  - D. tehuelche (Alexander, 1929)
  - D. tenuipalpis (Alexander, 1929)
  - D. torticornis (Alexander, 1929)
  - D. unicornis Alexander, 1923
  - D. unijuga Alexander, 1923
- Uncertain Placement
  - D. erythrina Alexander, 1915
  - D. nelliana Alexander, 1914
  - D. scutellumnigrum Alexander, 1920
  - D. tamarae Alexander, 1919

### Espèces fossiles
- †Dicranomyia antennifera Nicolas Théobald 1937[2]